# Foed Castro Chamma
Foed Castro Chamma (Irati, 31 de março de 1927 – Rio de Janeiro, 12 de janeiro de 2010) foi poeta, tradutor e ensaísta brasileiro. Conquistou vários prêmios nacionais, com destaque para o Bienal Nestlé de Literatura Brasileira (1984) por sua magistral obra Pedra da Transmutação. Laureado poeta neomodernista. Patrono da cadeira n° 9 da Academia de Letras, Artes e Ciências do Centro-Sul do Paraná (ALACS) a mesma que há anos já o homenageia honrosamente através da criação do Concurso Literário Foed Castro Chamma.

## Biografia
Nascido a 31 de março de 1927 em Irati, no Paraná, filho de Elias Chamma, de família sírio-libanesa, e Zenaíde de Castro Chamma, lá vive até os 14 anos, quando a família se muda para o Rio de Janeiro. Em sua juventude, é internado na Casa de Repouso Alto da Boa Vista, onde conhece Jorge de Lima e toma contato com a poesia moderna. Passa, então, a se dedicar à poesia, e em 1952 publica seu primeiro livro Melodias do Estio. No mesmo ano, casa-se com Lúcia, e em 1953 nasce seu primeiro filho, Alfredo. Publica suas poesias em periódicos, e lança seu segundo livro, Iniciação ao Sonho, em 1955, ano em que nasce sua filha, Maria Alice. A partir de 1956, tem seus poemas publicados na coluna de Mário Faustino, denominada “Poesia/Experiência”, para o Suplemento Dominical do Jornal do Brasil, produções que constarão em seu terceiro livro, O Poder da Palavra, vencedor do Prêmio Olavo Bilac de Poesia do Distrito Federal em 1958, e publicado em 1959. Nos anos seguintes, trabalha em seu quarto e quinto livros, Labirinto, de 1967, vencedor do Prêmio de Poesia Instituto Nacional do Mate, e Ir a ti, de 1969. É incluído na Antologia dos Poetas Brasileiros de 1967 organizada por Manuel Bandeira e Walmir Ayala. Publica, em 1971, O Andarilho e A Aurora, compilado de seus três últimos livros. Começa a trabalhar em seu poema magistral de 10.000 versos decassílabos, a obra intitulada Geometria da Sombra com a qual ganha o prêmio em 1° lugar do Concurso Jorge de Lima de Poesia (1982) como promoção do Departamento de Letras Clássicas e Vernáculas/CHLA e Pró-Reitoria de Extensão da UFAL, sendo publicado o livro, pela primeira vez, através da editora da Universidade Federal de Alagoas, em 1984, recebendo a fortuna crítica do destacado intelectual brasileiro Antônio Houaiss que, nos anos 90, foi o ministro da Cultura durante o governo Itamar Franco; e finalmente, sob o título Pedra da Transmutação, com a mesma obra é vencedor do prêmio Bienal Nestlé de Literatura Brasileira pela editora Melhoramentos de São Paulo no mesmo ano. Nos anos subsequentes, se dedica a estudar filosofia e escreve poemas para o volume Sons de Ferraria, de 1989, acrescido de paráfrases de Epigramas latinos da Idade Média, traduzidos do latim pelo autor. Também traduz livros como Bucólicas de Virgílio (1998) publicada em 2009 e poemas de Adam Mickiewicz (2000). Publica Filosofia da Arte, livro de ensaios, em 2000, e no ano seguinte tem sua Antologia Poética publicada sob organização do crítico literário e amigo André Seffrin. Em 2002, publica Ferraduras do Raio, seu segundo livro de ensaios. Traduz também A arte de amar, de Ovídio, publicado em 2009, e no ano seguinte falece, aos 82, no Rio de Janeiro.Possui ainda poemas inéditos, além de uma peça de teor social e uma compilação de cartas familiares intitulada Navio Fantasma. Seu arquivo se encontra atualmente no Arquivo-Museu de Literatura Brasileira, na Fundação Casa de Rui Barbosa, em Botafogo, no Rio de Janeiro.

## Obras

### Poesias
- Melodias de Estio (1952)
- Iniciação ao Sonho (1955)
- O Poder da Palavra (1959)
- Labirinto (1967)
- Ir a Ti (1969)
- O Andarilho e a Aurora (1971)
- Geometria da Sombra (1984)
- Pedra da Transmutação (1984)
- Sons de Ferraria (1989)
- Antologia Poética (2001)

### Ensaios
- Filosofia da Arte (2000)
- Ferraduras do Raio (2002)

### Cartas
- Navio Fantasma (1998)

### Traduções
- Histórias de Fantasmas, Espíritos e Demônios *Coletânea de supostos casos verídicos de possessão. Tradução por Foed Castro Chamma e Luiz Carlos Fagundes. (RJ, Livros do Mundo Inteiro, anos 80)
- Poemas de Adam Mickiewicz (2000)
- Bucólicas, de Virgílio (RJ, Calibán, 2008)
- A arte de amar, de Ovídio (RJ, Calibán, 2009)

### Obras com outros autores
- Barcaça: Idéias & Presença (2007, cartas trocadas entre Olga Grechinski Zeni e Foed Castro Chamma de 1960 a 1989)